# Tryggevældestenen
Tryggevældestenen (DR 230) är en runsten funnen i Tryggevælde på Själland. Den är en av Danmarks största runinskrifter (325 centimeter hög) och finns nu på Nationalmuseet i Köpenhamn. Stenen är vikingatida och rest av en kvinna, "Ragnhild, Ulvs syster", efter hennes man Gunnulv: "Få föds nu bättre än han". Det antas att det är samma Ragnhild som har rest Glavendrupstenen.
Stenen fördes 1556 till Tryggevælde gård. Den sägs dessförinnan ha stått på en närbelägen gravhög – Kejserhøjen, eller vid Kongshøjen på kyrkogården i Hårlev. I mitten av 1600-talet kom den till Vallø slott, 1810 flyttades den till Köpenhamn och 1867 uppställdes den i Nationalmuseets "Runehal".

## Inskrift
Inskriften är ristad på tre sidor (§A, §B och §C).

Translitterering av runraden:
§A raknhiltr ' sustiʀ ' ulfs ' sati ' stain ¶ þnnsi ' auk ' karþi ' hauk ' þonsi auft ¶ auk skaiþ ' þaisi ¶ kunulf ' uar sin ' klomulan man ¶ (s)un ' nairbis ' faiʀ ' uarþa ' nu futiʀ ' þoi batri 
§B sa uarþi ' at (') rita ' is ailti stain þonsi 
§C iþa hiþan traki
Normalisering till rundanska:
§A ʀagnhildr, systiʀ Ulfs, satti sten þænsi ok gærþi høg þænsi æft, ok skeþ þæssi, Gunulf, wær sin, glamulan man, sun Nærfis. Faiʀ wærþa nu føddiʀ þem bætri. 
§B Sa wærþi at ræta(?) æs ælti(?) sten þænsi 
§C æþa hæþan dragi.
Översättning till nusvenska:
Ragnhild, Ulfs syster, satte denna sten och gjorde denna hög och denna skepp(ssättning) efter Gunnulf sin man, den vältalige mannen, Närves son. Få föds nu bättre än han. Han skall bli en 'ræte' som förstör(?) denna sten eller drar den härifrån.